# Boeing X-37
Tàu quỹ đạo thử nghiệm Boeing X-37 là một máy bay không gian không người lái của Hoa Kỳ. Tàu này do Không quân Hoa Kỳ vận hành và đã thực hiện chuyến bay vòng quanh Trái Đất với sứ mệnh biểu diễn các công nghệ không gian có thể sử dụng được. Tàu X-37 là tàu không gian rô bô đầu tiên có thể dùng được có kích thước 120% so với biến thể X-40A.
Tàu X-37 bắt đầu là một dự án của NASA trong năm 1999, sau đó được chuyển giao cho Bộ Quốc phòng Hoa Kỳ năm 2004. Nó đã có chuyến bay đầu tiên của nó như là một thử nghiệm thả vào ngày 7 tháng 4 năm 2006, tại Căn cứ Không quân Edwards. Chuyến bay theo quỹ đạo đầu tiên của tàu này, USA-212 đã được phóng vào ngày 22 tháng 4 năm 2010 bằng cách sử dụng một tên lửa đầy Atlas V. Nó đã trở lại của Trái Đất vào ngày 3 tháng 12 năm 2010, đã được thử nghiệm đầu tiên của lá chắn nhiệt của xe và xử lý siêu khí động học.

## Phát triển
Năm 1999, NASA đã chọn Boeing Integrated Defense Systems để thiết kế và phát triển các con tàu này, do Boeing Phantom Works tại California xây dựng. Trong vòng bốn năm, NASA đóng góp 109 triệu đô la Mỹ, Không quân 16 triệu USD, và Boeing 67 triệu USD cho dự án. Vào cuối năm 2002, một hợp đồng 301 triệu đô la Mỹ mới được trao cho Boeing trong khuôn khổ Sáng kiến Phóng từ Vũ trụ (Space Launch Initiative) của NASA.
Tàu X-37 được chuyển từ NASA cho Văn phòng Nghiên cứu Dự án Phòng vệ Tiến bộ (DARPA) vào ngày 13 tháng 9 năm 2004. Chương trình đã trở thành một dự án bí mật, mặc dù không rõ DARPA sẽ duy trì trạng thái này cho dự án hay không. Chương trình vũ trụ của NASA có thể được tập trung vào Crew Exploration Vehicle (tàu vận tải phi đội thăm dò, về sau là tàu Orion), trong khi DARPA sẽ thúc đẩy các X-37 là một phần của chính sách không gian riêng mà Bộ Quốc phòng đã theo đuổi kể từ thảm họa Challenger.

## Biến thể

### X-37A
Thiết hạ cánh và tiếp cận thử nghiệm X-37A là phiên bản đầu tiên của dòng máy bay X-37 trong những lần thả thử nghiệm từ trên cao diễn ra từ năm 2005-2006

### X-37C
Vào năm 2001, Boeing ra thông báo về kế hoạch phát triển một biến thể mở rộng của dòng máy bay không gian X-37B, được biết tới là X-37C. Chiếc máy bay X-37C sẽ có kích thước lớn hơn 1.65 đến 1.8 lần chiếc X-37B, cho phép nó chở theo tối đa 6 phi hành gia trong khoang điều áp. Theo đề xuất, chiếc X-37C sẽ được phóng lên bằng tên lửa đẩy Atlas-V. Trong tương lai, X-37C sẽ cạnh tranh với đối thủ cùng công ty sản xuất của mình, chiếc CST-100 Starliner

## Tính năng kỹ chiến thuật

### X-37B
Dữ liệu lấy từ USAF,Boeing, Air & Space Magazine, and PhysOrg.
Đặc điểm tổng quát
- Tổ lái: 0
- Chiều dài: 29 ft 3 in (8,9 m)
- Sải cánh: 14 ft 11 in (4,5 m)
- Chiều cao: 9 ft 6 in (2,9 m)
- Trọng lượng có tải: 11.000 lb (4.990 kg)
- Động cơ: 1 × Aerojet AR2-3 động cơ rocket (hydrazine), 6.600.000 lbf (29,3 kN[13])
- Nguồn điện: Các pin mặt trời gallium arsenide bới pin ion lithium[3]
- Khoang tải trọng: 7 ft × 4 ft (2,1 m × 1,2 m)[14]

 Hiệu suất bay 

- Vận tốc quỹ đạo: 28.044 km/h (17.426 mph)[15]
- Quỹ đạo: quỹ đạo thấp
- Thời gian trên quỹ đạo: 270 ngày (theo thiết kế)[16][N 1]